# Natalia Oreiro
Natalia Marisa Oreiro Iglesias (Montevideo, 19. svibnja 1977.), urugvajska pjevačica, glumica i modna dizajnerica.

## Životopis
Sa svojih osam godina Natila počinje pohađati tečajeve glume. S 12 godina nastupa u prvoj reklami te do 17 godine nastupa u njih više od 30 (među njima i reklame za Pepsi i Niveu). Tada se odlučuje za glumačku karijeru te se preselila u Buenos Aires. Prvu glavnu ulogu je igrala u seriji 90-60-90 Modelos i u Ricos y famosos. 
Nakon ovih serija Nataliji je ponuđena loga u filmu Un Argentino en New York (1998.), koji je bio u Argentini toliko uspješna da je u prvom tjednu emitiranja premašio i Titanic. Tom prigodom je imala priliku da pjeva uvodnu pjesmu u filmu. Do danas je objavila tri studijska albuma: Natalia Oreiro (1998.), Tu veneno (2000.) i Turmalina (2002.).
31. prosinca 2001. udala se za Ricarda Molla, pjevača argentinskog rock sastava Divididos. 